# Collecteur à arc

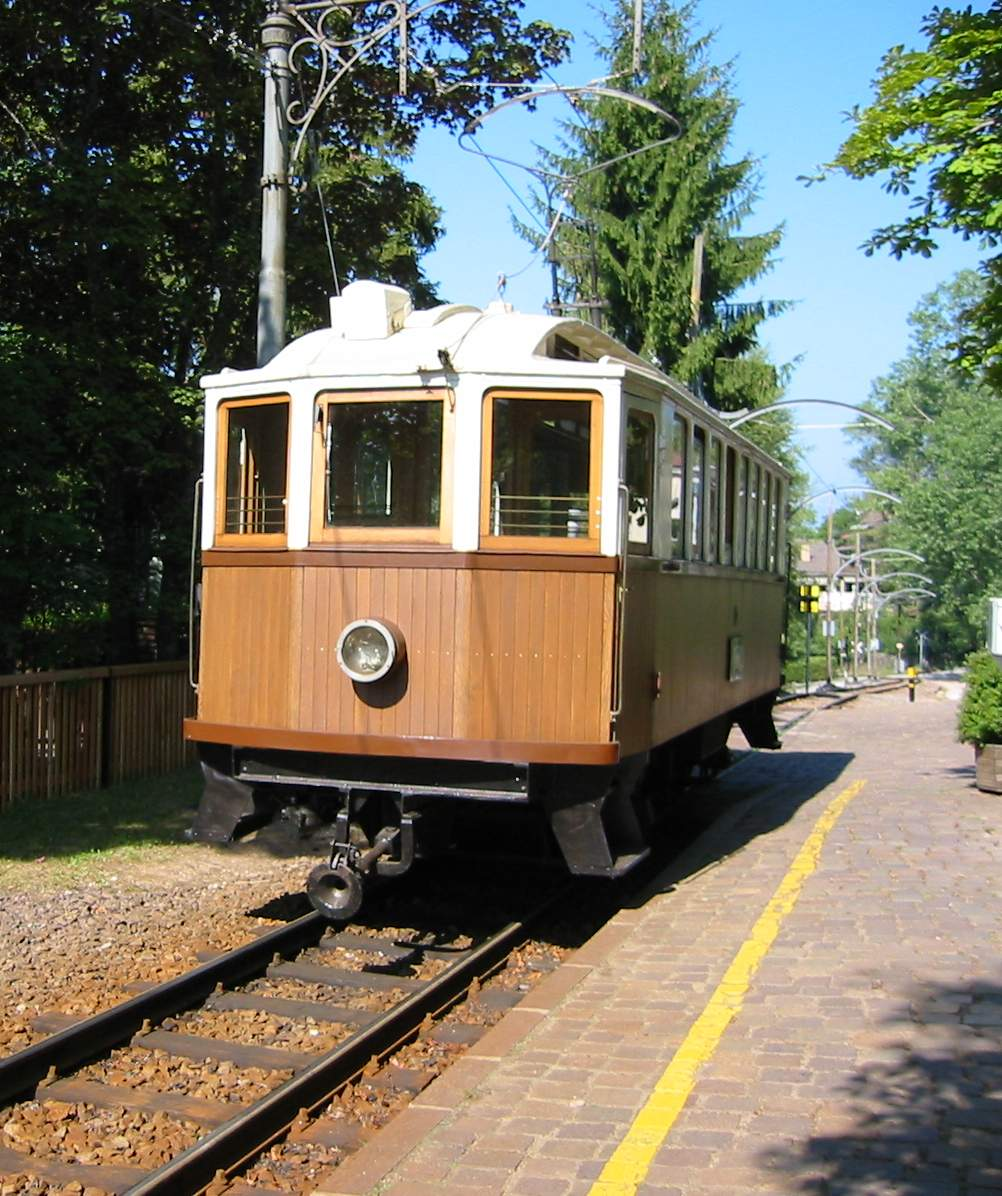
Un tramway ancien avec un collecteur à arc, construit en 1907, circulant encore à Oberbozen, en Italie

L'archet ou lyre, est une des trois solutions de captage du courant couramment utilisées sur les véhicules ferroviaires urbains, servant de contact entre la caténaire et le véhicule. Les autres solutions sont le pantographe et la perche trolley. Après avoir été très courant en Europe le siècle dernier, l'archet est maintenant largement remplacé par les pantographes.

## Origines
Quand l'archet a été conçu par l'inventeur allemand Ernst Werner von Siemens, au début des années 1880, l'inventeur Américain Frank J. Sprague venait de breveter son système d'alimentation par perche. Afin d'éviter un procès, Siemens fut obligé de revoir son système, basé sur la flexion d'une tige venant en contact avec le fil caténaire. Les premières utilisations de la perche par Siemens se firent sur les premiers tramways électriques à alimentation aérienne, au début des années 1890. La compagnie de tramways électriques de Hobart - la première de ce genre dans l'hémisphère sud, ouverte en 1893 - utilisait des véhicules Siemens comprenant des archets primitifs. Leur construction est mentionnée ci-dessous. Bien d'autres compagnies continentales et quelques réseaux de tram anglais utilisèrent ce système.

## Construction
L'archet est l'un des systèmes de captage du courant les plus simples et les plus fiables, utilisé sur les véhicules ferroviaires, les tramways en particulier. Les versions les plus primitives sont constituées d'un simple fil de forte section ou de barres d'acier pliées en forme de raquette et montée sur le toit du tramway qui constitue un support à l'archet en lui-même. Celui-ci est fait pour aller frotter sur la caténaire au-dessus du tram. Il s'agit d'un tube d'environ 2 cm de section, en acier usiné pour former un arc, d'où le nom. Cette partie peut avoir une dizaine de centimètres de large. À l'inverse de la roulette du trolley, le collecteur n'a pas de socle rotatif mais est simplement fixé sur le toit du tram. 

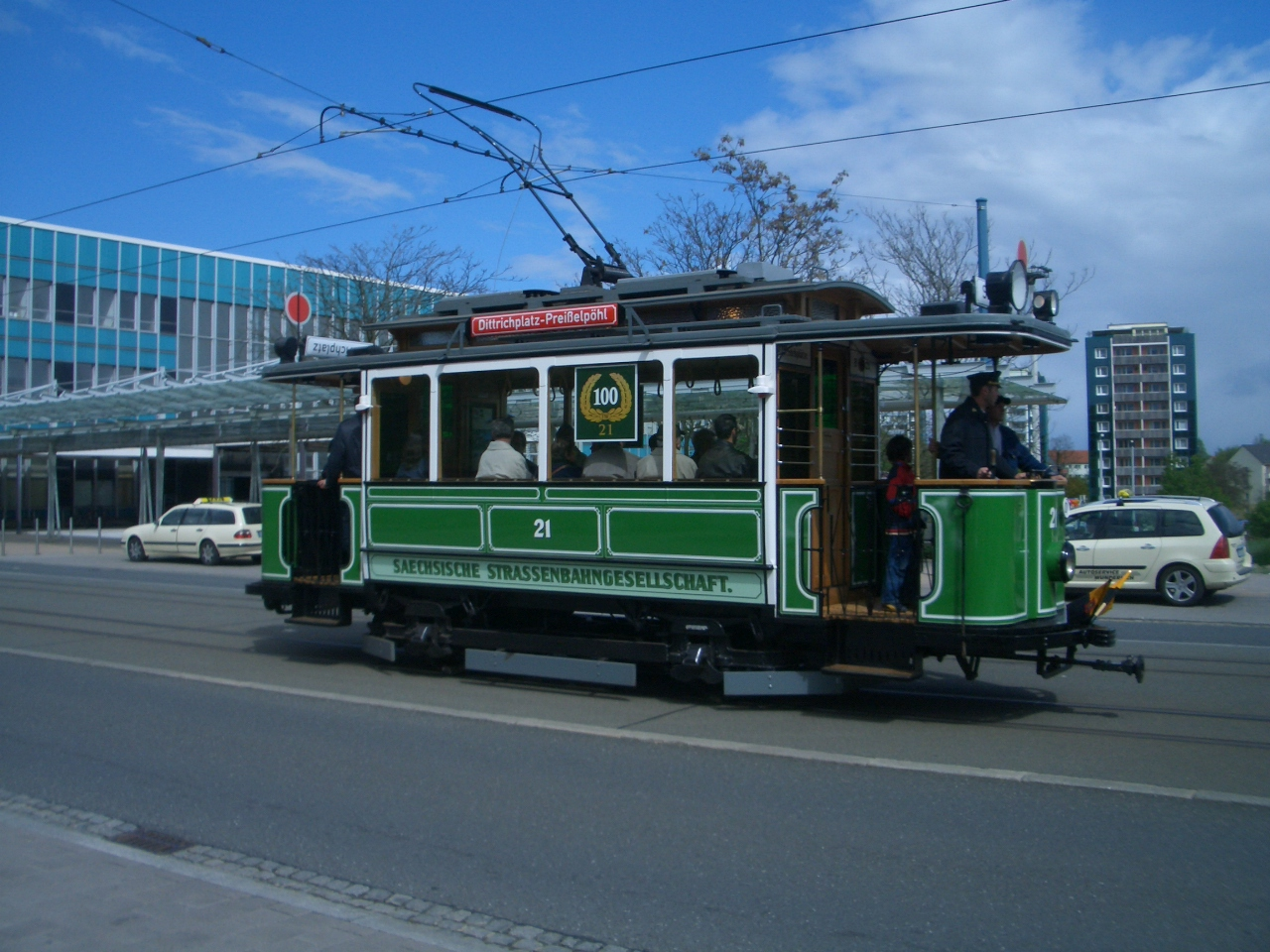
Un tram historique, alimenté par collecteur à Plauen, Allemagne

Au début des années 1900, le système de cadre mentionné ci-dessus a commencé à être remplacé par d'autres dispositifs plus complexes et sophistiqués, mais le principe restera le même. Les changements de conception les plus remarquables furent ceux mis au point sur les réseaux utilisant des tramways à un et deux étages. Ceux à simple étage devaient avoir un archet haut et léger, tout en restant suffisamment solide, alors que ceux à deux étages avaient des systèmes plus simples.
Pour maintenir un bon contact électrique, l'archet doit exercer une pression assez forte sur le fil qui le surplombe, ce qui fait que des systèmes de ressorts et contrepoids ont été mis en œuvre pour assurer le contact et limiter les cas d'arrêt inopiné du tramway à la suite d'une perte de captage.
Le retour du courant était assuré par les rails de roulement, en acier.